# Mössbauerspektroskopi
Mössbauerspektroskopi er en fysisk metode til identifikation af kemiske forbindelser, fortrinsvis jernforbindelser, som bygger på mössbauereffekten: at gammastråling kan emitteres og absorberes uden rekyl hvis de involverede kerner sidder i et fast stof. Opdaget i 1958 af R. L. Mössbauer.

## Teoretisk baggrund
I den klassiske spektralanalyse udnyttes atomets evne til at absorbere og emittere fotoner. Det er en kendsgerning at atomer af et givet grundstof kun kan opsluge og udsende fotoner med visse energier svarende til overgange mellem bestemte energiniveauer i atomet. Et absorptions- eller emissionsspektrum udgør således et "fingeraftryk" af atomet som kan benyttes til identifikationsformål.
Atomkerner kan på tilsvarende måde emittere eller absorbere fotoner, blot er fotonenergien af størrelsesorden {\displaystyle 10^{5}} gange så stor. Som konsekvens heraf bærer fotonen en betydelig bevægelsesmængde. Da den samlede bevægelsesmængde er bevaret ved alle fysiske processer, modtager såvel den emitterende som den absorberende kerne et mekanisk stød ved vekselvirkning med en gammafoton. Ved fotonudsendelsen deles den til rådighed stående energi mellem fotonen og den emitterende kerne. Fotonenergien bliver herved for lille til at fotonen senere kan absorberes af en anden kerne.
Løsningen er at indlejre kernerne i et fast stof. Rekylenergien ({\displaystyle E_{\mathrm {R} }}) ved emission eller absorption af et gammakvant med fotonenergien ({\displaystyle E_{\gamma }}) er nemlig givet ved {\displaystyle E_{\mathrm {R} }={\frac {E_{\gamma }^{2}}{2Mc^{2}}}}, hvor {\displaystyle c} er lysets hastighed. Når kernen sidder i et fast stof, erstatter massen af det faste stof kernemassen på {\displaystyle M}’s plads i ligningen. Herved bliver forholdet {\displaystyle {\frac {E_{\mathrm {R} }}{E_{\gamma }}}={\frac {E_{\gamma }}{2Mc^{2}}}} forsvindende lille, hvorved resonans muliggøres.
Kernerne behøver derimod ikke at sidde i et krystalgitter. Mössbauerspektroskopi har som følge heraf den styrke over for f.eks. røntgenteknikker at den ikke kræver nærorden, men også virker for amorfe stoffer. 
Helt rekylfri resonans opnås imidlertid ikke – noget af energien går tabt ved dannelse af fononer. Jo stivere det faste stof er, jo færre gittervibrationer opstår der, og nedkøling er således en fordel.
Kilden består af radioaktive kerner (f.eks. Co-57) som via en exciteret tilstand henfalder til den isotop (f.eks. Fe-57), mössbauerisotopen, som prøven indeholder. Ved rekylfri resonans er det strålingens naturlige liniebredde ({\displaystyle \Gamma }) som afgør hvor høj opløsningen bliver. Det følger af en af Heisenbergs ubestemthedsrelationer at jo længere levetiden ({\displaystyle T}) af den metastabile tilstand er, jo mindre er strålingens liniebredde: {\displaystyle \Gamma T={\frac {h}{4\pi }}}, hvor {\displaystyle h} er Plancks konstant. I Fe-57 er forholdet {\displaystyle \gamma /E_{\gamma }} mellem liniebredde og fotonenergi af størrelsesorden {\displaystyle 10^{-13}}. Herved kan hyperfinvekselvirkningen mellem kernerne i prøven og deres magnetiske og kemiske omgivelser studeres.
Absorption finder kun sted når fotonenergien stemmer overens med forskellen mellem to energiniveauer i prøven. Dette opnås ved at bevæge kilden. Dopplereffekten bevirker da at fotonenergien øges når kilden nærmer sig prøven og vice versa: {\displaystyle E(v)=E_{0}\left(1+{\frac {v}{c}}\right)}. I konkret forstand bliver et mössbauerspektrum herved en graf der viser tælletal som funktion af kildens hastighed ({\displaystyle v}).
Målinger foretages i to geometrier: Ved transmissionsgeometri (anvendes på folier og støvlag) går tælletallet ned når resonansbetingelsen er opfyldt. Ved tilbagespredningsgeometri (anvendes på overflader i indtil en mikrometers dybde) registreres den røntgen-, gamma- eller elektronstråling som prøven udsender når resonans indtræffer.
Tre vekselvirkninger registreres: Elektrisk monopol-vekselvirkning, elektrisk quadropol-vekselvirkning og magnetisk dipol-vekslevirkning. Effekten af disse vekselvirkninger på et mössbauerspektrums udseende karakteriseres med de såkaldte mössbauerparametre {\displaystyle \delta }, {\displaystyle \Delta E_{\mathrm {Q} }} og {\displaystyle B_{\mathrm {hf} }} som leverer information om prøvens kemiske sammensætning.
Isomerforskydningen ({\displaystyle \delta }) skyldes den elektriske vekselvirkning mellem kerneladning og elektroner. Herved kommer {\displaystyle \delta } til at afhænge af forskellen mellem elektrontætheden på kernernes plads i kilden og i prøven.
Quadropolopsplitningen ({\displaystyle E_{\mathrm {Q} }}) skyldes at kerner med spinkvantetal ({\displaystyle I}) større end 1/2 har et elektrisk quadropolmoment. Quadropolmomentet kan vekselvirke med et inhomogent elektrisk felt i kernens omgivelser. I Fe-57 giver det anledning til en opsplitning i to energiniveauer svarende til kernespintilstandene {\displaystyle I=1/2} og {\displaystyle I=3/2}.
Den magnetisk hyperfinvekselvirkning skyldes at kerner med spin besidder et magnetisk dipol-moment der vekselvirker med magnetfeltet ({\displaystyle B_{\mathrm {hf} }}) ved kernen. Dette magnetfelt skyldes primært det magnetiske moment af elektroner med impulsmoment nul som med en vis sandsynlighed befinder sig i kernen. Kernespinnet kan orientere sig på {\displaystyle 2I+1} forskellige måder i forhold til det ydre magnetfelt. I Fe-57 giver det anledning til en yderligere opsplitning i hhv. 2 og 4 energiniveauer. Herved fremkommer en sekstet i mössbauerspektret.
Fe-57 er den eneste stabile jernisotop med kernespin forskelligt fra nul, hvorfor man ved mössbauerspektroskopiske undersøgelser af jernforbindelser tager udgangspunkt i denne isotop. Til formålet udnyttes det radioaktive henfald Co {\displaystyle \rightarrow } Fe* + e efterfulgt af Fe* {\displaystyle \rightarrow } Fe + {\displaystyle \gamma }. Nukliderne Fe* og Fe har kernespinkvantetal 3/2 hhv. 1/2. 
Der findes cirka 100 andre mössbauerisotoper, men flertallet af dem kræver lav temperatur og/eller har kortlivede kilder, og de er derfor vanskeligere at arbejde med.

## Praktiske anvendelser
Et foreløbigt højdepunkt for mössbauerspektroskopien indtraf i 2004 da man under videnskabelig ledelse af Athena-gruppen tog metoden i brug ved udforskningen af Mars. NASA landsatte som led i missionen Mars Exploration Rovers to robotkøretøjer, Spirit og Opportunity, der begge medbragte permanente magneter til opsamling af jernholdigt støv fra planetens overflade og atmosfære samt et mössbauerspektrometer specialudviklet til rumbrug. Ud fra tilstedeværelse eller fravær af bestemte jernmineraler (maghemit, hematit, magnetit og goethit) kan man udtale sig om støvets dannelseshistorie, herunder afgøre om jernforbindelserne er af vulkansk eller oceanisk oprindelse. Ideen om at anvende mössbauerspektroskopi til besvarelse af spørgsmålet om der har været vand i store mængder på Mars (og om en vigtig forudsætning for liv herved har været opfyldt andre steder end på Jorden) blev undfanget af fysikeren Jens Martin Knudsen og siden fulgt op af planetforskere i ind- og udland, blandt andre forskningsgruppen Mars-Mössbauer Arkiveret 12. august 2006 hos  Wayback Machine ved Universität zu Mainz og dens søstergruppe Arkiveret 21. maj 2008 hos  Wayback Machine ved Københavns Universitet.